# Jantoman
Jantoman, pseudonimo di Antonello Aguzzi (Pinerolo, 6 dicembre 1959), è un tastierista e organista italiano.

## Biografia
Ha iniziato la carriera di musicista professionista nel 1987 partecipando ad album di artisti italiani e suonando dal vivo con attori e cabarettisti (Claudio Bisio, Aldo Giovanni e Giacomo, Fabio De Luigi) e lavorando nel campo della pubblicità.
È il tastierista (a fianco di Rocco Tanica) e corista del gruppo musicale Elio e le Storie Tese a partire dal tour del 1999, e si occupa anche delle fasi di mixaggio dei loro dischi, ma la collaborazione in studio con il gruppo nelle fasi di pre e post-produzione risale al 1989, quando Jantoman li incontrò allo Psycho Studio di Claudio Dentes dove stavano registrando il primo album. L'ingresso di Jantoman, dopo la morte di Feiez, ha permesso a Rocco Tanica di affrancarsi dall'uso del sequencer. Per le difficoltà esecutive di alcuni brani, si è guadagnato il soprannome di Inumano. Suona inoltre nella Biba Band, nella band di Robi Zonca e nei BravimaBasta, band nata dalle ceneri dei Phazee.
Ha vissuto a Pavia.
Ha collaborato (insieme a Elio, Faso, Christian Meyer e Vittorio Cosma, tutti membri di Elio e le Storie Tese) al disco Terra Nostra del 1996 dei Tenores di Neoneli, dove ha suonato nella versione in sardo di La terra dei cachi, cantata da Elio.